# Potensmedel

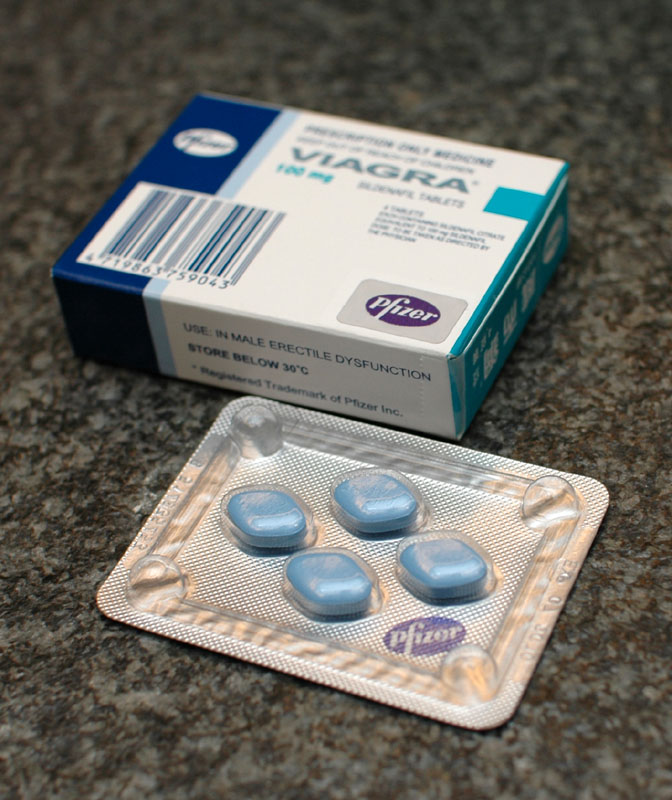
Viagra är en form av potensmedel.

Potensmedel, potenshöjande läkemedel, är läkemedel vars syfte är att avhjälpa erektil dysfunktion eller i övrigt underlätta erektion. Exempel på potensmedel är traditionella (men ej längre vanliga) medel som spansk fluga, och nyutvecklade läkemedel som Viagra, Cialis och likvärdiga preparat, oftast baserade på läkemedelssubstansen sildenafil eller tadalafil. Dessa läkemedel tillhör en kategori som kallas PDE5-hämmare och hit hör även vardenafil och avanafil. Tidigare nämnda PDE5-hämmare är receptbelagda läkemedel, men det finns även receptfria läkemedel som sägs kunna motverka impotens. Många av dessa innehåller L-arginin, vilket är ett ämne som förekommer i kött, fisk och fågel men även kan framställas syntetiskt. Flera studier har gjorts på L-arginin, men det verkar inte som att det har den önskade effekten - att återställa förmågan att få erektion. När ämnet kombineras med andra tillskott har det dock visat sig kunna ge resultat.
Potensmedel bör personer med hjärt-kärlsjukdomar använda med försiktighet. Å andra sidan kan sexuell aktivitet vara gynnsamt för den kardiovaskulära hälsan, vilket gör att för- och nackdelarna med att använda potensmedel bör diskuteras med en läkare. Dagens potensmedel anses överlag vara säkra att använda, även för personer som tidigare har haft någon hjärt-kärlsjukdom. Det finns dock en risk för lågt blodtryck (hypotoni) om potensmedel kombineras med läkemedel med nitrater. Sällsynta biverkningar av potensmedel är priapism och långvariga erektioner. Vanliga biverkningar är rodnad i ansikte, huvudvärk, nästäppa och dyspepsi.